# Маскота (муниципалитет)
Маскота (исп. Mascota) — муниципалитет в Мексике, в штате Халиско, с административным центром в одноимённом городе. Численность населения, по данным переписи 2020 года, составила 14 451 человек.

## Общие сведения
Название Mascota с языка науатль можно перевести как: место обитания оленей и змей.
Площадь муниципалитета равна 1843,1 км², что составляет 2,3 % от общей площади штата, а наиболее высоко расположенное поселение Истололо находится на высоте 2295 метров.
Маскота граничит с другими муниципалитетами штата Халиско: на севере с Сан-Себастьян-дель-Оэсте, на востоке с Гуачинанго, Мистланом и Атенгильо, на юге с Тальпа-де-Альенде, и на западе с Пуэрто-Вальяртой.

## Учреждение и состав
Муниципалитет был образован 27 марта 1824 года, по данным 2020 года в его состав входит 155 населённых пунктов, самые крупные из которых:
| Код INEGI                  | Населённый пункт                                                                  | Численность населения (2005 год) | Численность населения (2010 год) | Численность населения (2020 год) |
| -------------------------- | --------------------------------------------------------------------------------- | -------------------------------- | -------------------------------- | -------------------------------- |
| 058                        | Всего                                                                             | 13136                            | 14245                            | 14451                            |
| 0001                       | Маскота (исп. Mascota) 20°31′32″ с. ш. 104°46′56″ з. д. (административный центр)  | 8215                             | 8801                             | 9272                             |
| 0195                       | Ербабуэна (исп. Yerbabuena) 20°31′39″ с. ш. 104°45′23″ з. д.                      | 321                              | 388                              | 418                              |
| 0146                       | Ринкон-де-Мирандилья (исп. Rincón de Mirandilla) 20°18′01″ с. ш. 104°41′46″ з. д. | 321                              | 400                              | 401                              |
| 0197                       | Сакатонго (исп. Zacatongo) 20°48′33″ с. ш. 104°35′09″ з. д.                       | 332                              | 371                              | 330                              |
| 0178                       | Текоани (исп. Tecoany) 20°32′33″ с. ш. 104°49′32″ з. д.                           | 246                              | 255                              | 272                              |
| 0161                       | Сан-Мигель-де-Товар (исп. San Miguel de Tovar) 20°27′18″ с. ш. 104°39′29″ з. д.   | 181                              | 208                              | 229                              |
| —                          | Прочие                                                                            | 3520                             | 3822                             | 3529                             |
| Названия на карте Генштаба |                                                                                   |                                  |                                  |                                  |

## Экономическая деятельность
По статистическим данным 2000 года, работоспособное население занято по секторам экономики в следующих пропорциях:
- сельское хозяйство, животноводство и рыбная ловля — 35,2 %;
- промышленность и строительство — 21,1 %;
- торговля, сферы услуг и туризма — 41,8 %;
- безработные — 1,9 %.

## Инфраструктура
По статистическим данным 2020 года, инфраструктура развита следующим образом:
- электрификация: 98,6 %;
- водоснабжение: 97,3 %;
- водоотведение: 98,7 %.